# 황수경 (아나운서)
황수경(1971년 2월 2일~)은 대한민국의 방송인이다.

## 학력
- 서울방배초등학교→서울잠원초등학교(전학, 졸업)
- 서문여자중학교(졸업)
- 서문여자고등학교(졸업)
- 이화여자대학교 불어불문학과(학사)
- 성균관대학교 언론정보대학원(언론학 석사)

## 경력
- 1993년~2015년 4월: KBS 공채 19기 아나운서
- 1999년 3월: 배우자 남편 최윤수 검사와 결혼
- 2004년: 미 콜럼비아대학교 동아시아연구소 방문연구원

## 홍보대사
- 2007년 9월: 중앙선거관리위원회 매니페스토 캐스터
- 2010년 9월: 법무부 공증 홍보대사 겸 명예공증인
- 2014년 6월: 제7차 세계물포럼 지구촌 물나눔 홍보대사

## 진행

### 텔레비전
- 1993년~1995년: KBS1 《KBS 뉴스광장》(평일)
- 1994년~1995년: KBS2 《KBS 2TV 뉴스 (저녁 7시 - 헤드라인)》 (방송순서고지자)
- 1995년~1997년: KBS1 《KBS 뉴스 네트워크》
- 1996년: KBS1 《KBS 뉴스 9》(주말)
- 1997년~1998년: KBS1 《KBS 뉴스 9》(평일)
- 1998년~2000년: KBS2 《KBS 예술극장》
- 1998년~2015년: KBS1 《열린음악회》
- 2000년~2004년: KBS2 《VJ특공대》
- 2003년~2004년: KBS2 《스펀지》
- 2005년~2008년: KBS1 《낭독의 발견》
- 2005년~2007년: KBS2 《놀라운 아시아》
- 2005년~2006년: KBS1 《신화창조》
- 2005년~2006년: KBS1 《KBS 뉴스광장》(토요일)
- 2006년: KBS2 《노벨의 식탁》
- 2006년~2008년: KBS2 《영화가 좋다》
- 2007년: KBS1 《대한민국 퍼센트》
- 2009년: KBS1 《바른말 고운말》
- 2009년: KBS2 《생방송 세상의 아침》(대리진행, 2009년 7월 22일)
- 2009년: KBS2 《게임쇼 기막힌 대결》
- 2009년~2010년: KBS1 《일류로 가는 길》
- 2011년~2013년: KBS2 《여유만만》
- 2015년: KBS 조이 《우리가 응원한다 청춘하라》
- 2016년: O tvN 《금지된 사랑》
- 2016년: EBS 2TV 《니하오 차이나》
- 2016년: sky A&C 《길에서 미술을 만나다 시즌4》
- 2017년~2018년: TV조선 《황수경의 생활보감》
- 2019년~2021년: TV조선 《내 몸 사용설명서》
- 2020년~: MBN 《특집다큐 H》
- 2022년: MBN 《아!나 프리해》

### 드라마
- 2024년: ENA 《나의 해리에게》- 심은영 역 (특별출연)

### 라디오
- KBS 제1라디오 뉴스
- KBS 제2라디오 정시 뉴스
- KBS 제3라디오 뉴스
- KBS 제1라디오 저녁종합뉴스
- KBS 제2라디오 저녁종합뉴스

## 게스트
- 1999년 KBS2 《TV는 사랑을 싣고》
- 2021년, 2023년: MBC 《황금어장 라디오스타》
- 2022년 KBS2 《옥탑방의 문제아들》
- 2022년: MBC 《구해줘! 홈즈》
- 2023년: SBS 《신발 벗고 돌싱포맨》
- 2023년: KBS 쿨FM 《미스터 라디오》
- 2023년: TV조선 《식객 허영만의 백반기행》
- 2023년: JTBC 《아는형님》

## 광고
- 2023년 정관장 아이패스

## 수상 경력
- 2002년 제29회 한국방송대상 아나운서상
- 2006년 제7회 대한민국영상대전 포토제닉상 아나운서부문
- 2010년 제9회 KBS 연예대상 쇼오락 MC 부문 최우수상

## 가족 관계
- 배우자: 최윤수(1967년~)
- 아들: 최원준(2001년 9월 20일~)
- 딸: 최지안(2008년 4월 8일~)

| KBS 연예대상 《쇼/오락 MC부문 최우수상》 |                       |                |
| 2009년                                   | 2010년 황수경, 이승기 | 2011년         |
| 박미선                                   | 2010년 황수경, 이승기 | 이영자, 이수근 |
|                                          |                       |                |
|                                          |                       |                |